# 블록 (컴퓨팅)
전산 분야에서(정확히 말해, 데이터 전송과 기억 장치에서) 블록(block)은 기억 공간을 나누는 단위이다.

## 디스크 블록
디스크 블록은 파일 시스템에 따라 나뉘는 디스크의 구역을 의미한다.
- 부트 블록

디스크의 가장 첫 번째에 위치하는 블록으로서 운영체제를 구동하기 위한 정보를 가지고 있다.
- 슈퍼 블록

파일 시스템과 관련된 정보들이 저장된 곳을 알려주는 메타 자료가 기록된 블록이다. 이 자료가 손상되면 치명적이기 때문에 일반적으로 여러 곳에 사본을 저장하여 둔다.
- 파일 제어 블록(FCB)

파일에 연관된 구체적인 정보들이 기록된 블록이다.